# ジム・ヘンソン
ジム・ヘンソン（Jim Henson、1936年9月24日 - 1990年5月16日）はアメリカ合衆国の映画監督・プロデューサー・人形使い。近代アメリカテレビ史において最も重要な操り人形師の一人である。彼はまた、映画製作者、TVプロデューサー、The Jim Henson Company、ジム・ヘンソン財団、ジム・ヘンソン・クリーチャー・ショップの創立者でもある。
彼はマペット作家で、長い創作活動の間第一級でありつづけた。彼の創作したマペットのカーミット、ミス・ピギーおよびセサミストリートのキャラクターは今なお世界の人々に愛されている。
妻のジェーン・ヘンソン、息子のブライアン・ヘンソンも、マペット操作師である。娘のリサ・ヘンソンは映画プロデューサー。 

## 生涯・人物
ジム・ヘンソンはジェームズ・モーリー・ヘンソン (James Maury Henson) としてミシシッピ州グリーンビルに米国農務省に勤務する農業研究者の父ポール・ランサム・ヘンソン (Paul Ransom Henson) と母エリザベス（ベティ）・マーセラ・ヘンソン (Elizabeth Marcella Henson) の次男として生まれる。兄にポール・ジュニアがいた。家族からはジミーと通称された。ジム・ヘンソンはクリスチャン・サイエンス教徒として育てられ、ミシシッピ州リーランドで幼年期を送った後、小学校5年の時に、父の転勤でワシントンD.C.からほど近いメリーランド州ハイアッツビルに移住、黎明期を迎えていた米国テレビ産業の魅力に取り付かれ、高校卒業後に地元のテレビ局WTOPでアルバイトとして、人形劇の仕事を始める。
メリーランド大学入学後、スタジオアートの勉強を始めるが、自作人形劇の仕事も続け、地域で徐々に名声を広める。大学入学後、後に人形操演者兼生涯の伴侶となるジェーン・ネベルと出会い、NBC系列のテレビ局、WRCのオーディションに合格（兄ポール・ジュニアの交通事故死に遭遇したのもこの時期である）。
奥様向け番組の人形劇コーナーを担当し、1955年に最初の番組『サムと友達』 (Sam and Friends) を作成した。この番組は1958年にエミー賞を受賞。マリオネットとパペットの合成語である「マペット」 という語が最初に使われるとともに、カーミットの原型が最初に登場した。『サムと友達』は1961年まで放送された。
1960年にデトロイトで開催された米国人形劇コンベンションに家族で参加し、バー・ティルストラムを始めとする米国の人形操演者たちの知遇を得る。フランク・オズの両親であるイジドア＆フランシス・オズノウィッツ夫妻と知り合ったのもこの時の出来事であるが、この時期、ジム・ヘンソンはジェリー・ジュール、フランク・オズ、ドン・サーリン他の後のヘンソン社の中核を成す人々と出会い、スタッフとして参加してもらうこととなる。
1962年には、マペットたちはNBCのニュースショーの常連出演者となるほどの人気を得ていたため、仕事上の必要から、ジム・ヘンソンは活動の本拠地をニューヨークに移すことを決意。バー・ティルストラムの伝手などにより、マンハッタンにオフィスを開設した。
この時期のキャラクター、犬のロルフはABCネットワークの番組『ザ・ジミー・ディーン・ショー』 (The Jimmy Dean Show) のレギュラー出演者となる。『ザ・ジミー・ディーン・ショー』は1963年から1966年にわたって放映された人気番組だが、ジム・ヘンソンはこの番組の中で、マペットの操演や人間との共演について多くのことを学び試みていった。
1968年、ジム・ヘンソンは同年発足したチルドレンズ・テレビジョン・ワークショップ（CTW、現：セサミワークショップ）の未就学児童向け教育番組プロジェクトに参加、数々のリサーチの後、1969年にパイロット版が作られ、その後世界のほとんどの国で放映されることになる『セサミストリート』が生まれた。『セサミストリート』が制作された背景には、ベトナム戦争やキング牧師、ロバート・ケネディ上院議員暗殺事件などの米国社会情勢の悪化を見ることができる。
『セサミストリート』の成功はジム・ヘンソンにとっては微妙なものであった。ヘンソン社含め、人形操演者にとっては、人形劇は大人向けという意識を持っていたにもかかわらず、『セサミストリート』では子供向け以上の表現が出来なかったからである。続くプロジェクトは完全に大人向けのウィットの利いた人形劇を志向したものとなった。これが『マペット・ショー』だが、米国で製作資金を調達できず、英国のルー・グレード卿の番組製作会社ITCとヘンソン社の共同制作となった。『マペット・ショー』はCBSネットワークで洒落た演出で評判を取り、ルドルフ・ヌレエフはじめとする著名スターも多数ゲスト出演する人気番組となり、1976年から1981年の5シーズンに渡って放映され、大成功を収めた。ミス・ピギー、ゴンゾ、フォジー等今日でも知られるマペットのスターが輩出した番組だが、ホストとして舞台を得たカーミットと著名スターを喰ってしまうほどの存在感を示したミス・ピギーの活躍は特筆すべきものがあった。
また、1977年にTV作品として放送された『マペットのクリスマス』 (Emmet Otter's Jug-Band Christmas) も、マペットの技術的進化として特筆すべきものあった。『セサミストリート』や『マペット・ショー』で使われているマペットよりも、実在の動物に近いリアルな人形を志向したものである。
これら、TVネットワークでの成功や技術の進歩を基礎にして、ジム・ヘンソンは1980年代前半から、映画においても、いくつものヒット作を生み出すことになった。ひとつは『マペット・ショー』で人気を得たカーミット、ミス・ピギーなどのキャラクターが活躍する種類の映画で、『マペットの夢みるハリウッド』 (The Muppet Movie)、『マペットの大冒険/宝石泥棒をつかまえろ!』 (Great Muppet Caper)、『マペットめざせブロードウェイ!』の3作であり、もうひとつはマペットの技術を用いて、全く独自のファンタジー世界を構築した映画、『ダーククリスタル』と『ラビリンス/魔王の迷宮』の2作である。
『ラビリンス/魔王の迷宮』からそれほど日をおかず発表された『ストーリーテラー』は、ハーバード大学で民俗学を勉強していた長女リサ・ヘンソンの研究が基礎になっている。原型に近い民話を現在のビデオ技術とマペットで映像化するのが企画の要旨だが、予算と日程の制約の中から、映像の質を落さない限度の中で製作された9話分のエピソードは、欧州、日本、豪州で好評をもって迎えられビデオリリースされたが、米国本国では中途半端な製作本数のために、セールスに制約が伴い、不遇な扱いであった。
『セサミストリート』の背景にベトナム戦争があるように、ソ連軍のアフガン侵攻やイラン・イラク戦争などの世界情勢の悪化を背景にして作られたのが『フラグルロック』である。人間の世界に隣接する地下世界に、音楽や芸術を愛するフラグルを始め複数の種族が共存していくという基本ストーリーにジム・ヘンソンが、世界情勢の好転を願った寓話の意味がみて取れる。技術的には、『ダーククリスタル』以降培われたアニマトロニクス技術が投入され、高度なマペット操演が行われた佳作である。
1990年5月16日、化膿レンサ球菌の感染症に倒れた直後、ジム・ヘンソンはニューヨーク病院で死去した。死の直前まで意識がはっきりしており、病状の深刻さをうかがわせるものはなかった。5日後、ニューヨーク大聖堂で追悼式が行われた。故人の意思により、喪服の着用は無く、マーチングバンドの奏でる「聖者が街にやってくる」の流れる中、ジム・ヘンソンが創造した何百というマペットたちも加わるカラフルな追悼式であった。

## その他

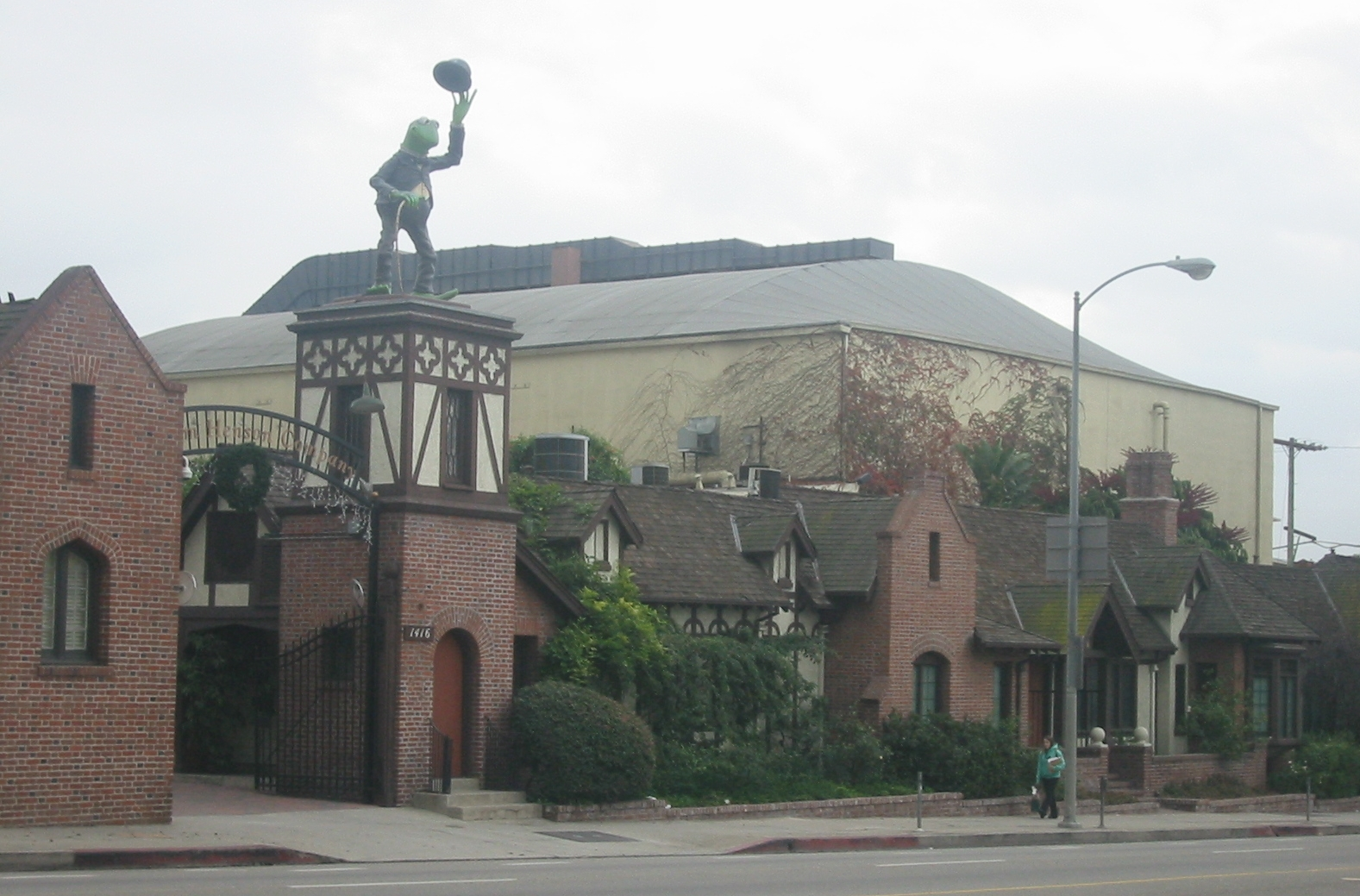
ヘンソン・スタジオのメインゲート。中央にカーミットの像が見られる。

- Apple Computer（当時）の "Think different" キャンペーン（1997年）において、著名人の一人として、ジム・ヘンソンがカーミットと共に登場した。
- カーミットをはじめとするジム・ヘンソンの持ち役の多くは、ヘンソンの死後、スティーヴ・ホイットマイアに引き継がれた。また、ウィットマイアの引退では、マット・ヴォーゲルに引き継がれている。
- ジム・ヘンソンの操るマペット及びジム・ヘンソン本人の吹き替えを担当した声優として、山田康雄、富山敬が挙げられる。
- 2000年2月、ジム・ヘンソン・カンパニーの新しい本拠地としてA&Mスタジオが1,250 万ドルで購入され、ジム・ヘンソン・カンパニー・ロット（英語版）（ヘンソン・スタジオ）となった。ここは、元々、チャールズ・チャップリンが自らのために建築したスタジオであり、ジム・ヘンソン・カンパニーが購入する前はA&Mレコードが所有しており、1985年1月28日アメリカの著名なアーティストが集結した「USAフォー・アフリカ」による「ウィ・アー・ザ・ワールド」がレコーディングされたスタジオである。

## 作品
- セサミストリート - テレビシリーズ、1969年 - 1990年
- マペット・ショー - テレビシリーズ、1976年 - 1981年
- マペットのクリスマス (Emmet Otter's Jug-Band Christmas) - テレビ作品、1977年。「かわうそエメットのがらくたバンド」などの題名で、日本でもテレビ放映されている。
- マペットの夢みるハリウッド (The Muppet Movie) - 映画、1979年
- マペットの大冒険/宝石泥棒をつかまえろ! (The Great Muppet Caper) - 映画、1981年
- ダーククリスタル - 映画、1982年
- マペットめざせブロードウェイ! - 映画、1984年
- セサミストリート　ザ・ムービー：おうちに帰ろう、ビッグバード！ (Sesame Street Presents: Follow That Bird) - 映画、1985年
- ラビリンス/魔王の迷宮 - 映画、監督、1986年
- ジム・ヘンソンのストーリーテラー - テレビシリーズ、1986年
- フラグルロック - テレビシリーズ 、1986年
- ジム・ヘンソンのファンタジー・ワールド (The Jim Henson Hour) - テレビシリーズ、1989年
- ミュータント・タートルズ - 映画、1990年
- ジム・ヘンソンのウィッチズ/大魔女をやっつけろ! (The Witches) - 映画、1990年

### The Jim Henson Companyの作品
- ファースケープ - テレビシリーズ
- 恐竜家族 - テレビシリーズ
- マペット放送局 - テレビシリーズ
- マペットのクリスマス・キャロル - 映画、1992年
- マペットの宝島 (Muppet Treasure Island)  - 映画、1996年
- ゴンゾ宇宙に帰る - 映画、1999年
- エルモと毛布の大冒険 (The Adventure of Elmo in Grouchland) - 映画、1999年
- マペットのメリー・クリスマス (It's A Very Merry Muppet Christmas Movie) - テレビ作品、2003年。内容はマペット版『素晴らしき哉、人生!』である
- マペットのオズの魔法使い - テレビ作品、2005年
- ミラーマスク - 映画、2005年
- ダーククリスタル: エイジ・オブ・レジスタンス - テレビシリーズ 、2019年

### ジム・ヘンソン工房の作品
- カンタス航空 - CF、1985年、アニマトロニクス技術
- 赤いカラスと幽霊船 - 映画、1989年、アニマトロニクス技術。NHK製作、横浜博覧会にて公開された短編映画
- 日清食品カップヌードル - CF、1992年、技術協力。"hungry?" のキャッチコピーで知られている
- ネバーエンディング・ストーリー3 - 1994年、SFX
- フリントストーン/モダン石器時代 - 映画、1994年、アニマトロニクス技術
- ベイブ - 映画、1995年、アニマトロニクス技術
- 永遠の夢 ネス湖伝説 - 映画、1995年、CG
- ピノキオ - 映画、1996年、アニマトロニクス/CG
- ドラゴンハート - 映画、1996年、実物大ドラゴン製作
- 101 - 映画、1996年、アニマトロニクス技術
- ドクター・ドリトル - 映画、1998年、アニマトロニクス技術
- エクスカリバー 聖剣伝説 - 映画、1998年、クリーチャー・エフェクト
- バブルガンキッド（Rascal） - PlayStation用3Dアクションゲーム、1999年、キャラクターなどのデザイン
- アルゴノーツ 伝説の冒険者たち - TVM、2000年、クリーチャー・エフェクト
- アメリカンファミリー生命保険会社 - CM、2000年–、アニマトロニクス技術
- ビーンストーク ジャックと豆の木 - TV、2001年、SFX
- スノークイーン ～雪の女王～ - TVM、2002年、クリーチャー・デザイン
- ジム・ヘンソンの不思議の国の物語 - 映画、2004年、キャラクター創作
- サバンナ スピリット 〜ライオンたちの物語〜 - TVM、2004年、クリーチャーエフェクト/アニメーション
- かいじゅうたちのいるところ - 映画、2009年、アニマトロニクス技術
- マイ・フレンド・ダッフィー - 東京ディズニーシーのショー、2010年–2020年、ティッピーブルーのキャラクター・デザイン

## 出演

### テレビ
1955年
- サムと友達（カーミット、サム、ハリー、ヨリック、他）

1963年-1966年
- ザ・ジミー・ディーン・ショー（ロルフ）

1969年
- マペットのシンデレラ（カーミット、王様、ルーファス）

1969年-1990年
- セサミストリート（カーミット、アーニー、ガイ・スマイリー、他）

1970年
- グレート・サンタクロース・スイッチ（フレッド、ローサル、他）

1971年
- マペットのかえるの王さま（カーミット、王様、ガース、他）

1972年
- マペットのブレーメンの音楽隊（カーミット、フロイド、他）

1975年
- サタデー・ナイト・ライブ（プルービス）

1976年-1981年
- マペット・ショー（カーミット、ロルフ、ウォルドーフ、ドクター・ティース、リンク、シェフ、ニュースマン、他）

1977年
- マペットのクリスマス（カーミット、ハーヴェイ、ハワード・スネーク、市長、他）

1983年-1987年
- フラグルロック（カンタス、ジョン）

1985年
- リトル・マペット・モンスターズ（カーミット、Dr.ティース）

1986年
- 第58回アカデミー賞（カーミット、ウォルドーフ）
- ザ・クリスマス・トイ（カーミット、びっくり箱）

1987年
- マペット・ファミリー・クリスマス（人形芸：カーミット、ロルフ、ウォルドーフ、ドクター・ティース、シェフ、ニュースマン、アーニー、ガイ・スマイリー、他、カメオ出演：本人役）

1989年
- ジム・ヘンソンのファンタジー・ワールド（出演：本人役、人形芸：カーミット、ロルフ、リンク、ウォルドーフ、ドクター・ティース、シェフ、バグジー、他）

### 映画
1979年
- マペットの夢みるハリウッド（カーミット、ロルフ、ドクター・ティース、ウォルドーフ、シェフ、リンク）

1981年
- マペットの大冒険/宝石泥棒をつかまえろ!（人形芸：カーミット、ロルフ、ドクター・ティース、シェフ、ウォルドーフ、ニュースマン、カメオ出演：レストランの男）

1984年
- マペットめざせブロードウェイ!（カーミット、ロルフ、ドクター・ティース、ウォルドーフ、シェフ、ニュースマン、アーニー、他）

1985年
- セサミストリート　ザ・ムービー：おうちに帰ろう、ビッグバード！（カーミット、アーニー、他）

### オリジナルビデオ
1986年
- ザ・テイル・オブ・ザ・バニー・ピクニック（犬）